# Rosalía de Castro
Rosalía de Castro de Murguía, za svobodna Rosalía de Castro (24. února 1837 Santiago de Compostela – 15. července 1885 Padrón) byla galicijská spisovatelka a básnířka a jedna z hlavních protagonistek galicijského kulturního obrození (rexurdimenta). 17. květen, kdy vyšla její sbírka Cantares Gallegos, je slaven jakožto Den galicijské literatury. Rosalía de Castro de Murguía psala galicijštině i v kastilštině.

## Dílo

### Galicijsky
- 1863 (poezie) Cantares gallegos
- 1880 (poezie) Follas novas
- 1864 (próza) Contos da miña terra I (později známé jako Conto gallego)

### Kastilsky
- 1857 (poezie) La Flor
- 1859 (próza) La hija del mar
- 1861 (próza) Flavio
- 1863 (poezie) A mi madre
- 1863 (próza) El cadiceño
- 1866 (próza) Ruinas
- 1866 (próza) Las literatas
- 1867 (próza) El caballero de las botas azules
- 1881 (próza) El primer loco
- 1881 (próza) El domingo de Ramos
- 1881 (próza) Padrón y las inundaciones
- 1884 (poezie) En las orillas del Sar

## Galerie

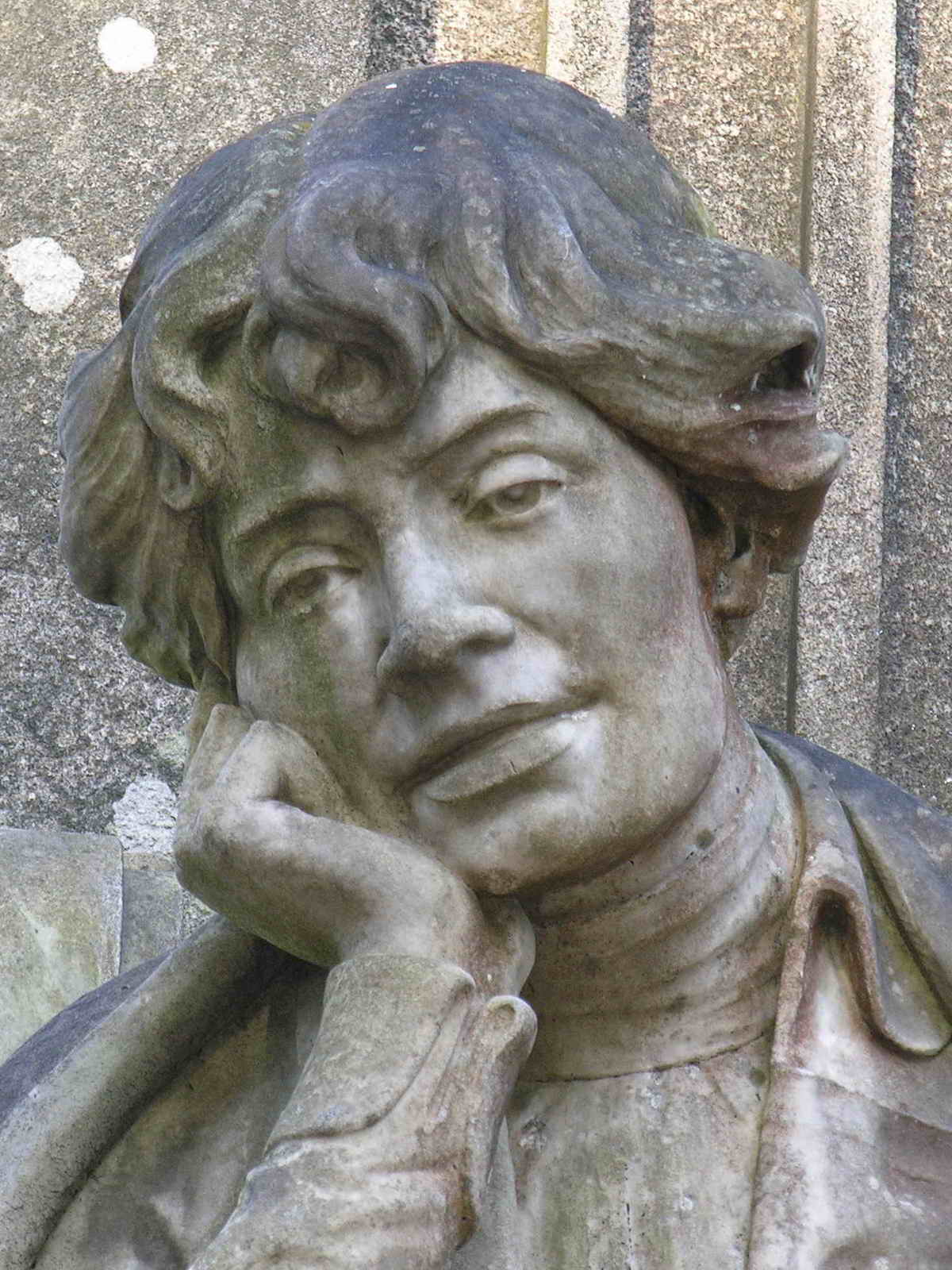
Socha na Paseo da Ferradura v Santiagu
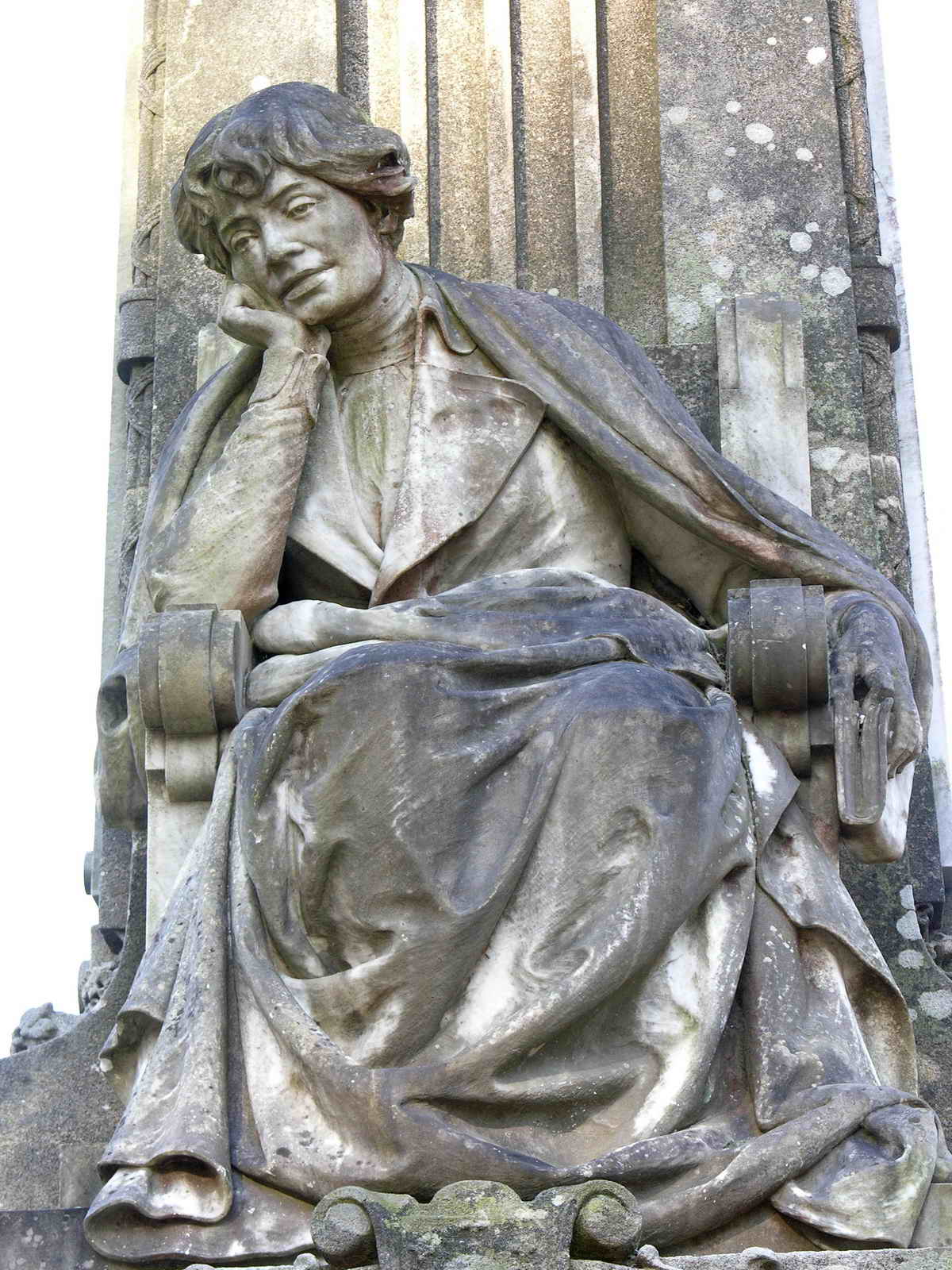
Socha na Paseo da Ferradura v Santiagu
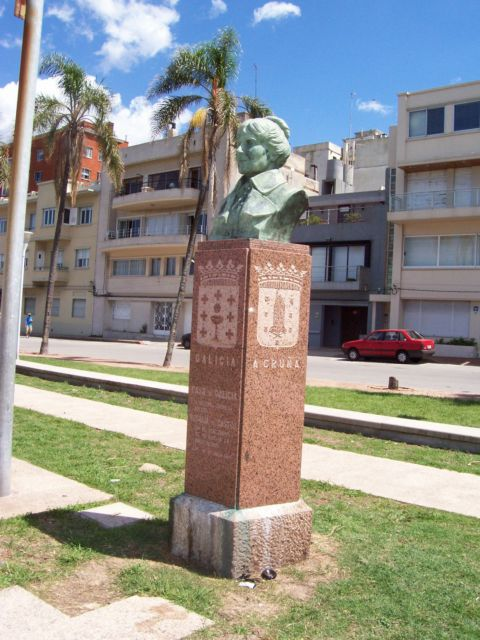
Socha na Praza Galicia, Montevideo, Uruguay
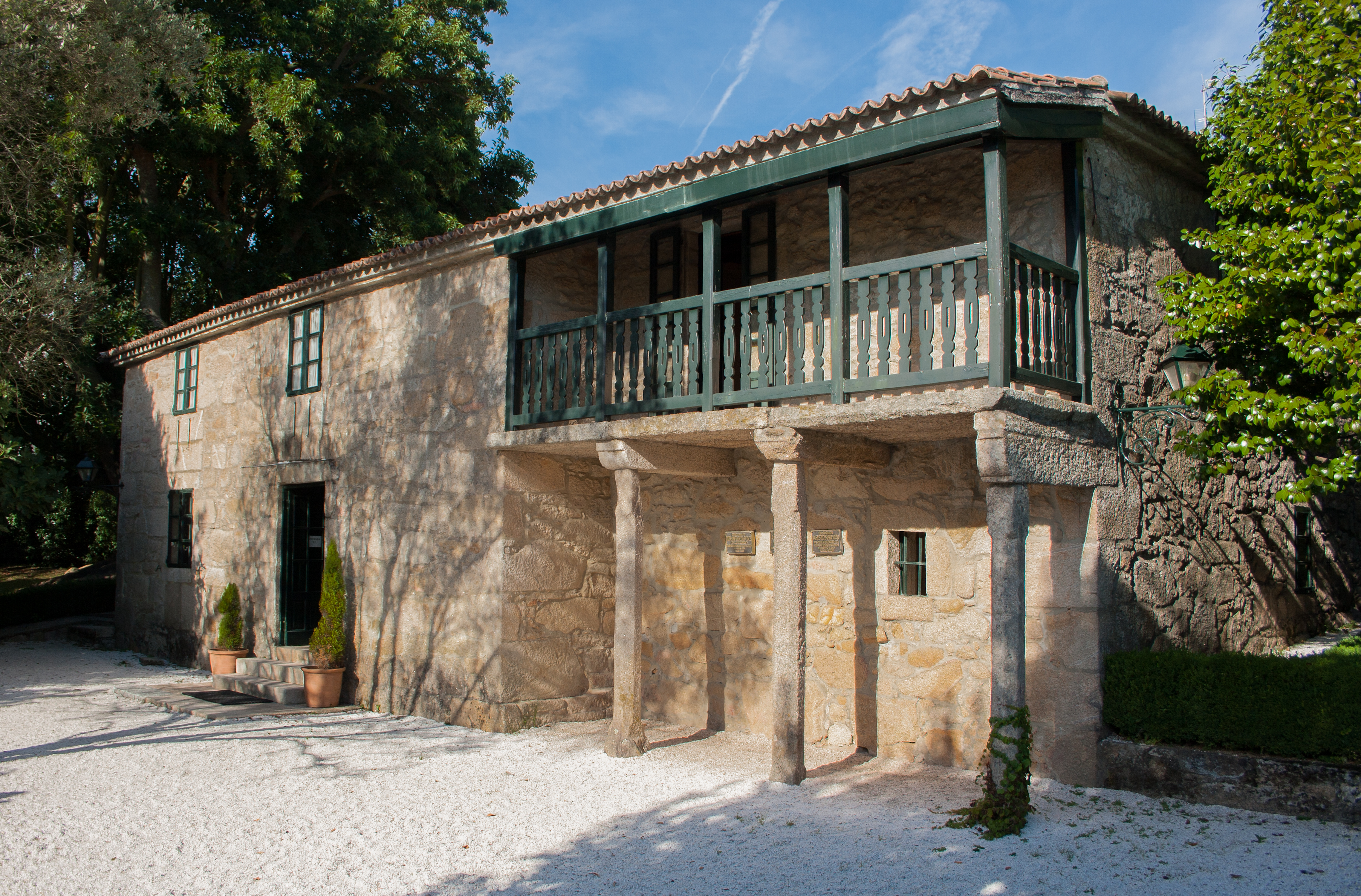
Museum v domě manželů Murguía v Padrónu
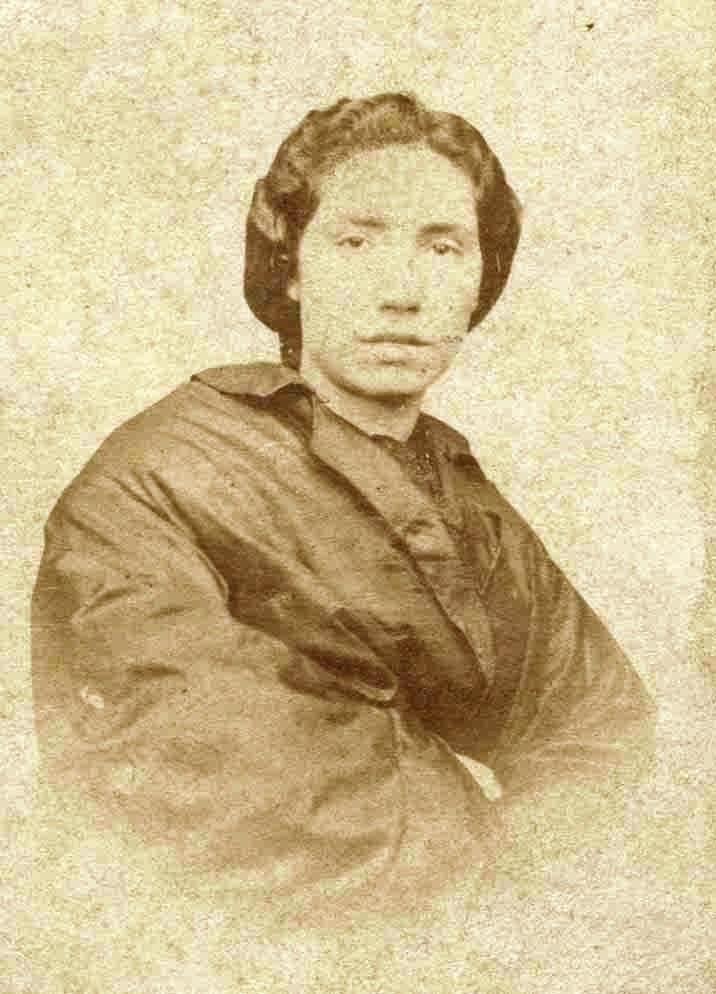
Fotografie Rosalíe de Castro
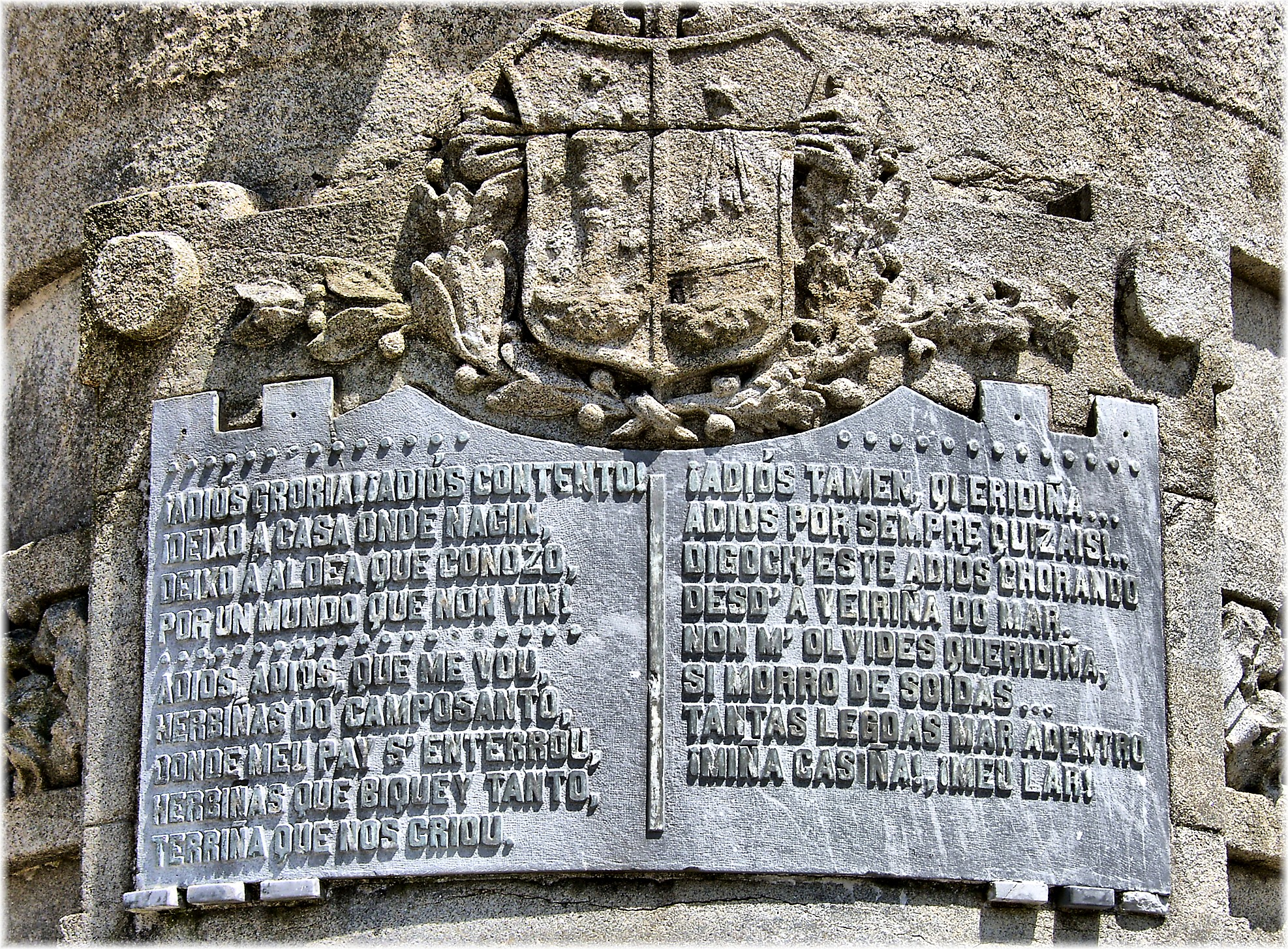
Poezie.